# Asterix der Gallier (Comic)

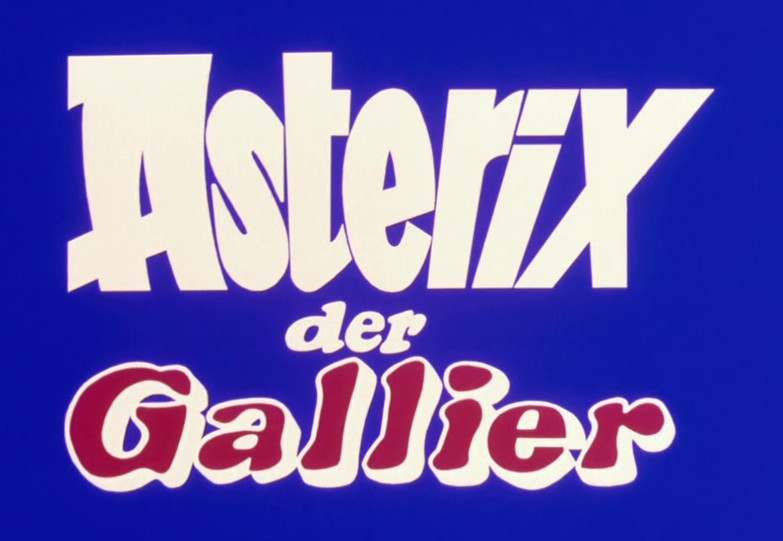

Asterix der Gallier (französischer Originaltitel: Astérix le Gaulois) ist der erste Comic der Asterix-Serie, der 1959 von René Goscinny geschrieben und von Albert Uderzo gezeichnet wurde. In ihm muss der Titelheld Asterix den entführten Druiden Miraculix aus der Hand der Römer befreien, damit diese nicht an das Geheimnis des Zaubertranks, der übermenschliche Kräfte verleiht, gelangen. Die Erstveröffentlichung erfolgte in der Zeitschrift Pilote. 1967 erschien der Comic als gleichnamiger Zeichentrickfilm. Die erste deutsche, allerdings verfremdete Übersetzung erfolgte 1966 unter dem Titel Siggi der Unverwüstliche in der Zeitschrift Lupo modern des Kauka Verlags, die heute bekannte zweite Fassung erschien 1968 auf dem Markt. 1986 erschien beim Label Europa eine Hörspiel-Bearbeitung, 1997 eine weitere von Karussell.

## Handlung
Die Handlung spielt im Jahr 50 v. Chr., nachdem die Römer ganz Gallien mit Ausnahme eines kleinen Dorfes erobert haben. Nur dieses Dorf, dessen Einwohner übermenschliche Kräfte besitzen, leistet den Römern Widerstand. Es ist von vier römischen Lagern – Kleinbonum, Aquarium, Babaorum und Laudanum – umgeben. Nachdem erneut eine römische Patrouille von nur einem einzigen Gallier verprügelt worden ist, will Zenturio Gaius Bonus, der Befehlshaber in Kleinbonum, endlich hinter das Geheimnis der übermenschlichen Kraft der Gallier kommen. Dazu wird der verkleidete Legionär Caligula Minus als Spion mit dem Tarnnamen Caligulaminix in das Dorf eingeschleust. Er gibt vor, von den Römern wegen des Verdachts auf Spionage festgenommen worden zu sein, er wolle nur endlich zu seiner Familie in Lutetia zurückkehren. Es gelingt ihm schließlich, Asterix und den Druiden Miraculix dazu zu überreden, ihn in das Geheimnis einzuweihen: einen vom Druiden gebrauten Zaubertrank, der übernatürliche Kräfte verleiht. Nachdem der Spion eine Portion Zaubertrank hat trinken dürfen, wird er wegen seines falschen Barts entlarvt, kann jedoch dank seiner übermenschlichen Kraft entkommen, in das Römerlager zurückkehren und den Römern von dem Geheimnis berichten. Die Römer finden heraus, dass die Wirkung des Tranks nur einige Stunden anhält. Gaius Bonus will unbedingt das Rezept für diesen Zaubertrank haben – nicht nur, um den Widerstand des gallischen Dorfes zu brechen, er rechnet sich damit auch Chancen aus, selbst Kaiser werden zu können. Als Miraculix wenig später im Wald spazieren geht, stolpert er in eine von den Römern gelegte Falle, wird gefangen genommen und nach Kleinbonum verschleppt. Als er sich nicht willig zeigt, das Rezept für den Zaubertrank freiwillig zu verraten, wird er gefoltert, das stundenlange Kitzeln der Fußsohle mit einer Feder zeigt jedoch keine Wirkung.
Währenddessen warten Asterix und Obelix vergeblich auf die Rückkehr des Druiden. Schließlich geht Asterix auf die Suche und erfährt von einem gerade an einer Römerstraße befindlichen Viehhändler, dass der Druide von den Römern entführt und nach Kleinbonum gebracht worden ist. Asterix überredet den Mann, ihn mit seinem Ochsenkarren dorthin zu bringen, und schleicht sich des Nachts in das Lager ein, um Miraculix zu befreien. Er wird von den Römern erwischt und ebenfalls gefangen genommen. Als auch er gefoltert werden soll, gibt Miraculix zum Schein das Geheimnis preis. Statt den Zaubertrank herzustellen, braut er aber einen Trank, der die Haare schneller wachsen lässt. Da die Römer allerdings misstrauisch sind, wird der Trank an dem mit Asterix in das Lager gekommenen Viehhändler getestet. Asterix gibt vor, von einem leichten Schlag des Viehhändlers sofort das Bewusstsein verloren zu haben, weshalb die gesamte Besatzung des Lagers den Trank einnimmt. Der kurz danach einsetzende ausufernde Bartwuchs erzeugt großes Chaos im Lager, das Asterix und Miraculix für sich nutzen. Da jedoch auch die Wirksamkeit des Barttranks nur von begrenzter Dauer ist, willigt Miraculix ein, ehe die Römer von selbst dahinter kommen, ein Gegenmittel herzustellen. Dabei braut er allerdings für Asterix heimlich eine kleine Portion des richtigen Zaubertranks. Nachdem durch die Einnahme des Gegenmittels der Bartwuchs der Römer wieder normal geworden ist, wollen sie die beiden ergreifen. Asterix setzt sich zur Wehr, Miraculix drängt jedoch darauf, schnell aus dem Lager zu fliehen. Dabei müssen sie feststellen, dass gerade eine ganze römische Armee vor Kleinbonum eingetroffen ist. Gaius Bonus sieht sich wegen der angekommenen Verstärkung bereits als Sieger, als er von einem Boten gebeten wird, augenblicklich in sein Zelt zu kommen, wo wichtiger Besuch auf ihn warte. Zu seinem Schrecken handelt es sich um Julius Cäsar, der Rechenschaft darüber haben möchte, wie es hinsichtlich der Niederschlagung des gallischen Widerstands bestellt ist. Als Gaius Bonus kleinlaut zugeben muss, dass das gesamte Lager gerade in einen Kampf mit zwei Galliern verwickelt ist, verlangt der überraschte Cäsar die beiden zu sehen. Asterix berichtet Cäsar von der Verschwörung des Lagerkommandanten, die er am Abend zuvor zufällig mitbekommen hat. Cäsar verbannt Gaius Bonus in die Innere Mongolei, wo gerade Aufstände von Barbaren stattfinden. Asterix und Miraculix lässt Cäsar nach Hause ziehen, da sie ihm einen großen Dienst erwiesen haben. Er meint jedoch, dass es diesmal zwar unentschieden ausgegangen sei, man sich aber bald wiedersehen werde.

## Unterschiede zur restlichen Reihe
Dieser erste Band der Reihe unterscheidet sich von nachfolgenden Abenteuern vor allem darin, dass der Zeichenstil noch nicht der ist, der später für die Reihe charakteristisch ist. Zudem finden sich einige Besonderheiten, die in den nachfolgenden Teilen der Comic-Serie nicht mehr auftauchen. So lebt Miraculix in einer Höhle im Wald und benutzt einen Gehstock. Obelix trägt zunächst eine Axt, die in nachfolgenden Comics nie mehr zu sehen ist, außerdem unterscheiden sich u. a. sein Bart (die Enden sind nach unten gekrümmt) und die Zöpfe von späteren Darstellungen. Er ist im Comic auch nur eine Nebenfigur, Asterix besteht das eigentliche Abenteuer noch im Alleingang und nicht wie sonst Seite an Seite mit seinem Freund. Automatix ist bei der Bearbeitung von Metall mit der bloßen Hand zu sehen, zudem heißt er in diesem Band Armamix. Er hat wenig Ähnlichkeit mit seinem späteren Aussehen. Auch Julius Cäsar sieht ganz anders aus als im Rest der Serie: Er hat kürzeres Haar, ist kleiner, etwas breiter und sein Lorbeerkranz ist kleiner und etwas bräunlich; auf Seite 1 hat er zudem eine andere Nase. Der Barde Troubadix sitzt beim Festessen am Ende mit am Tisch. In späteren Comics ist er meistens an einen Baum gefesselt und zudem geknebelt, damit er nicht singt. Die Uniformen der Römer, die in späteren Abenteuern immer grün gehalten sind, haben hier noch einen roten oder gelben Farbton. Zudem ist Idefix noch nicht Bestandteil der Serie, auch Frauen kommen nicht vor.

## Sonstiges
Bei den vom Delta Verlag bzw. später von Ehapa vertriebenen deutschen Übersetzungen ist Asterix und Kleopatra der Nachfolgerband, im französischen Original ist es La Serpe d'or (deutsch: Die goldene Sichel).
Da die Seite 31 nach dem ersten Druck verloren ging, wurde die Seite nachgezeichnet. Allerdings stammt sie nicht von Albert Uderzo, sondern von seinem Bruder Marcel Uderzo.

## Comic und Historie
Zwar gibt es über gallische Feste kaum Überlieferungen; dass bei einem Bankett zur Musik eines Barden getanzt wurde, ist aber durchaus möglich. Die Fidel, die Troubadix dazu spielt, war zu dieser Zeit allerdings noch nicht erfunden.
Der Plan des Gaius Bonus, mit Hilfe des Zaubertranks an Cäsars Stelle Kaiser zu werden, stellt in mehrfacher Hinsicht einen Anachronismus dar. Cäsar begann seine Herrschaft über Rom erst 49 v. Chr., während der Comic im Jahr 50 v. Chr. angesiedelt ist, und hatte die republikanischen Ämter Konsul und Diktator inne. Der Herrschertitel „Kaiser“ entwickelte sich aus seinem Namen ab der Machtübernahme durch seinen Erben Augustus, den ersten römischen Kaiser.

## Veröffentlichung
Die Geschichte wurde 1959 zunächst in Fortsetzungen in Pilote, einem von Goscinny mitgegründeten französischen Comicmagazin, veröffentlicht. Sie erschien ab dem 1. Juni 1959 in der Nummer 0 des Magazins. 1961 erschien die Geschichte im Verlag Dargaud als sogenannte Pilote-Kollektion mit einer Auflage von 6000.
Die erste deutsche Übersetzung wurde als Siggi der Unverwüstliche in der Jugendzeitschrift Lupo modern im Kauka Verlag 1966 veröffentlicht. Zwischen Rolf Kauka und den Autoren kam es wegen der Qualität der Übersetzung zum Rechtsstreit, nachdem Albert Uderzo aus der Zeitschrift Pardon erfahren hatte, dass die deutsche Asterix-Übersetzung „rechtsradikale Propaganda verbreitete“. Die Episode erschien daher 1968 in einer geänderten deutschen Übersetzung im Ehapa Verlag. Die englische Übersetzung wurde erstmals 1969 im Brockhampton Press Verlag veröffentlicht.
1967 wurde der Comic unter dem Titel Asterix der Gallier verfilmt, in der Bundesrepublik Deutschland erschien der Film erstmals 1971.
1988 erschien in Deutschland aus Anlass des zwanzigjährigen Jubiläums der Ehapa-Ausgabe eine Jubiläumsausgabe mit acht Extra-Seiten, in der die deutsche Übersetzung dem Original angepasst wurde und einige Details (Bilder, Farbe, Texte) geändert wurden.
Asterix der Gallier ist auch Teil von Band 1 der 2005 im Weltbild Buchverlag erschienenen zwölfteiligen BILD-Comic-Bibliothek. Die Farben in diesem Band unterscheiden sich teilweise deutlich von dem 1988 erschienenen Band. Zusätzlich enthält dieser Band Der große Graben und Asterix plaudert aus der Schule.
Der Band erschien unter anderem auch auf Englisch, Spanisch und Türkisch. Des Weiteren erschien eine Mundart-Ausgabe auf Sächsisch unter dem Titel Asterix dr Gallchor im Egmont Ehapa Verlag. Zum 65. Jubiläum von Asterix und Obelix im Oktober 2024 wurde der Band in sechs weiteren Mundart-Ausgaben (Plattdeutsch, Ruhrdeutsch, Schwäbisch, Münchnerisch, Wienerisch und Schwyzerdütsch) auf den Markt gebracht.